# Боковая линия

Боковая линия у акулы

Боковая линия — чувствительный орган у рыб, а также у личинок земноводных и некоторых взрослых земноводных (например, у пиповых), воспринимающий движение и вибрации окружающей воды. Используется для ориентирования, а также для охоты. Внешне часто выглядит как тонкая линия на обеих сторонах тела, тянущаяся от жаберных щелей до заднего конца тела. На голове у большинства рыб и амфибий образует разветвления. У некоторых видов часть рецепторов боковой линии преобразована в электрорецепторы и может улавливать электрические колебания окружающей среды. Некоторые представители ракообразных и головоногих имеют схожие органы.

## Анатомия

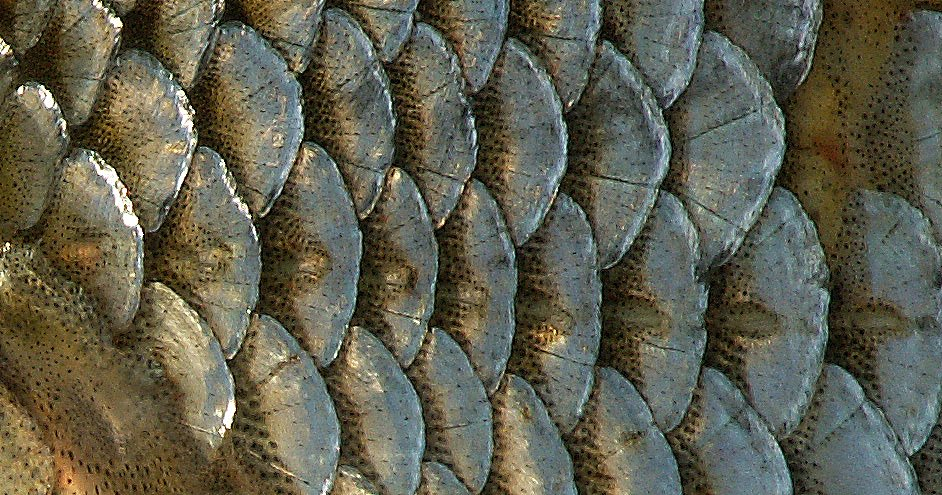
Трубчатые чешуи боковой линии плотвы.

Рецепторы боковой линии называются невромастами, каждый из них состоит из группы волосковых клеток. Волоски находятся в выпуклой желеобразной купуле, размером около 0,1—0,2 мм. Волосковые клетки и купулы невромастов обычно находятся в нижней части желобков и ямок, составляющих органы боковой линии. Волосковые клетки боковой линии похожи на волосковые клетки внутреннего уха, что говорит о том, что эти органы имеют общее происхождение.
Органы боковой линии костистых рыб и пластиножаберных обычно имеют вид каналов, в которых невромасты связаны с внешней средой не напрямую, а через канальные поры. В боковых линиях некоторых рыб и различных частях поверхности тела рыбы могут также присутствовать свободносидящие невромасты, не связанные с каналами.

## Боковая линия у рыб

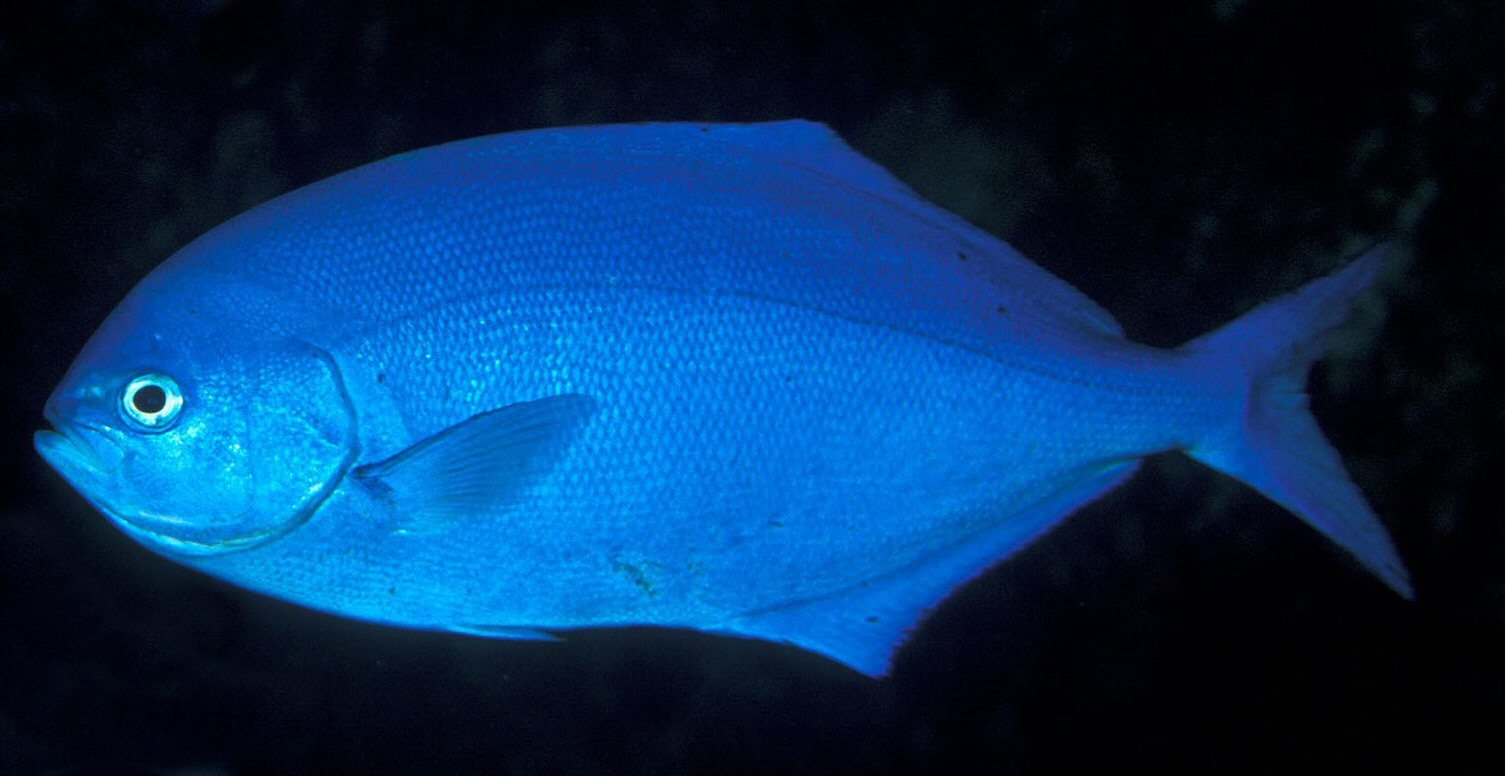
Хорошо заметная тёмная боковая линия, идущая от жабр до хвоста у рыбы вида Scorpis violacea из семейства кифозовых

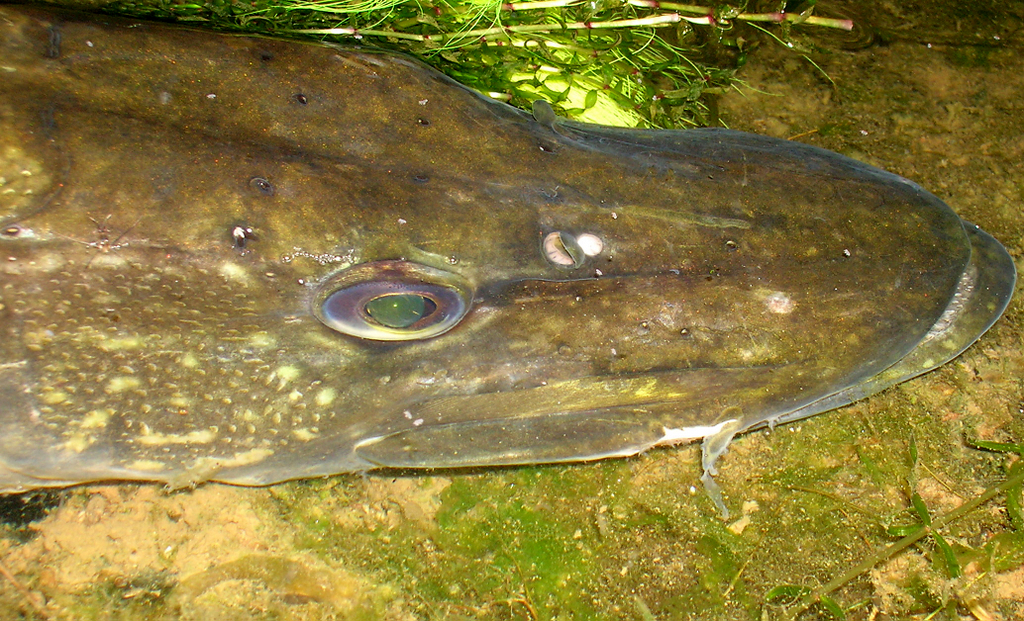
Небольшие отверстия на голове щуки (Esox lucius) принадлежат сейсмосенсорным каналам боковой линии.

Развитие органов боковой линии связано с образом жизни животного. Например, у активно плавающих рыб невромасты обычно находятся в каналах. Сама боковая линия находится на максимальном удалении от грудных плавников, что, возможно, снижает искажения, возникающие при движении рыбы.
Органы боковой линии помогают рыбе ориентироваться, чувствовать направление и скорость течений, а также обнаруживать добычу или врагов. Например, у слепой пещерной рыбы Astyanax mexicanus имеются ряды невромастов на голове, которые используются для точного обнаружения пищевых объектов. Некоторые карпозубообразные способны чувствовать рябь, возникающую при шевелении насекомого на поверхности воды. Эксперименты с сайдой показали, что боковая линия имеет ключевое значение в стайном движении рыб.